# Deusto

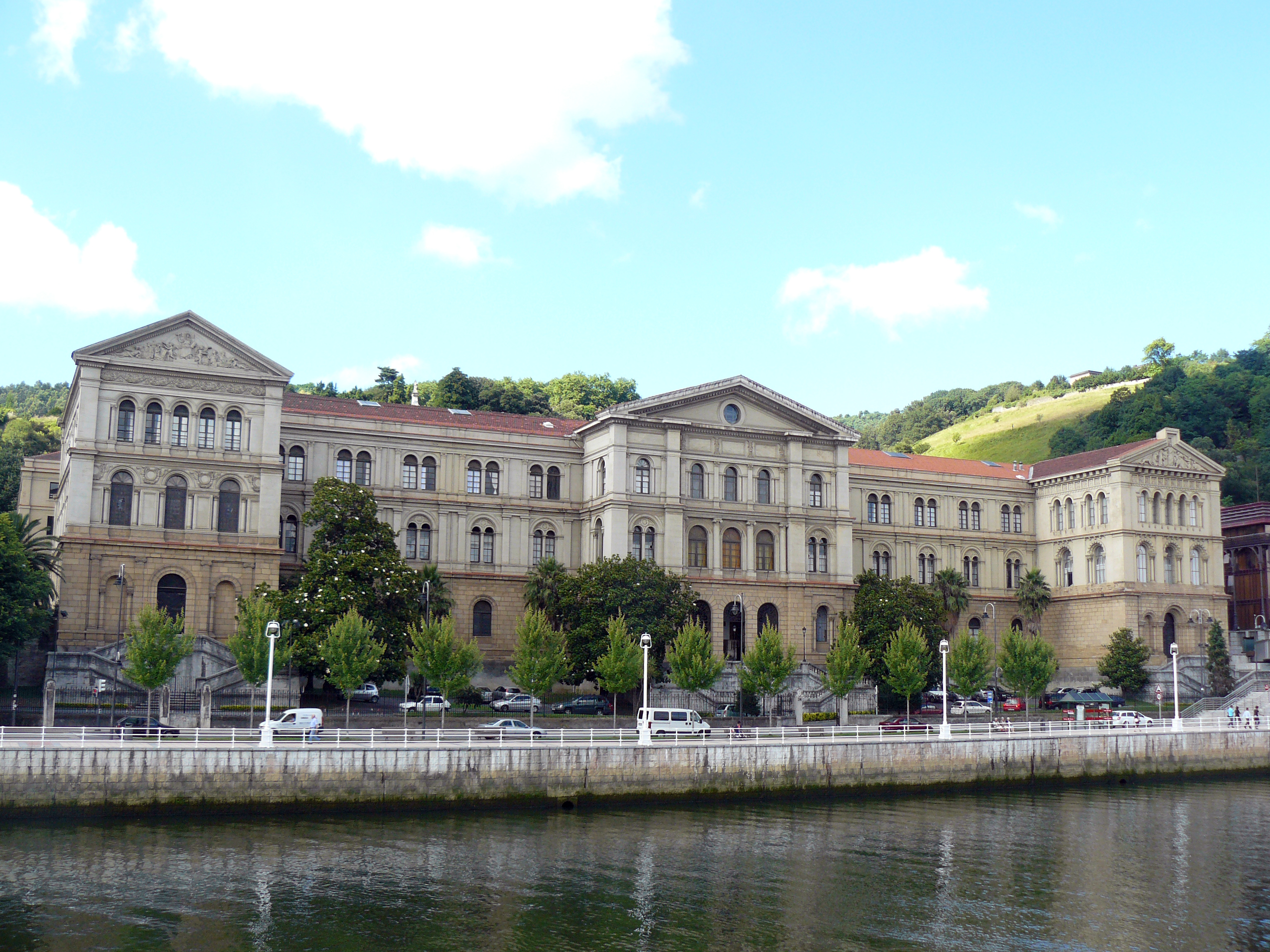
Die Universidad de Deusto im Quartier San Pedro de Deusto-La Ribera.

Deusto (baskisch auch Deustu) ist ein ehemals vizcayinischer Elizate und 1925 eingemeindeter Stadtteil im Nordwesten Bilbaos. Heute ist er einer von acht Stadtbezirken.
Im Südwesten grenzt Deusto, durch die Ría de Bilbao getrennt, an den Bezirk Basurto-Zorroza, im Südosten, ebenfalls durch die Ría getrennt und mit dem Puente de Deusto verbunden, an Abando sowie im Osten an Uribarri.
Der 52.000 Einwohner zählende Stadtbezirk ist verwaltungstechnisch in die Quartiere Arangoiti, Ibarrekolanda, San Ignacio-Elorrieta und San Pedro de Deusto-La Ribera unterteilt. Keine eigenen Verwaltungseinheiten sind unter anderem die Quartiere Sarriko (Teil von Ibarrekolanda), Enekuri und San Ignacio (beide San Ignacio-Elorrieta) und Zorrozaurre (eine künstlich durch die Aushebung des Kanals von Deusto 1968 geschaffene Halbinsel, San Pedro de Deusto-La Ribera).
Deusto ist unter anderem für die nach ihm benannte, 1886 von den Jesuiten gegründete Universität bekannt.
Ferner befindet sich in Deusto das große Kloster der Passionisten. Die große, moderne Kirche beherbergt den heiligen "San Felicissimo". Ferner ist der Passionistenpater Baskal Barturen "Aita Barturen Paskal" der beste Kenner der baskischen Musik, Komponist (u. a. der Euskal misa)  und Sammler von Volksgesang.

## Persönlichkeiten
- José Molinuevo (1917–2002), spanischer Fußballspieler baskischer Abstammung
- Ramón Unzaga (1892–1923), spanisch-chilenischer Fußballspieler